# Wiktoria Oleksiewicz
Wiktoria Oleksiewicz (ur. 21 kwietnia 1996) – polska judoczka.
Zawodniczka PUKS Makowiec Skaryszew. Brązowa medalistka mistrzostw Polski seniorek 2014 w kategorii powyżej 78 kg. Dwukrotna młodzieżowa wicemistrzyni Polski (2016, 2017). Dwukrotna medalistka mistrzostw Polski juniorek (2014 - srebro, 2015 - brąz). 